# 岡三オンライン証券
岡三オンライン（おかさんオンライン）とは、岡三証券の社内カンパニーのひとつ。2021年までは岡三オンライン証券（おかさんオンラインしょうけん）として岡三証券グループ傘下のインターネット専業証券会社であった。

## 概説
岡三ホールディングス（現：岡三証券グループ）が、「IT企業がつくるのではなく、『証券のプロ』がITを活用してつくる証券会社」というコンセプトの元に設立した証券会社である。2006年12月20日に口座開設の受付を開始。2007年1月に中国株、4月に取引所為替証拠金取引（くりっく365）、7月からは日本株の取扱いをスタートした。
2022年1月1日をもって、岡三証券に吸収合併されて消滅し、岡三証券の社内カンパニーに移行した。

## 取扱商品
- 日本株
- 中国株（香港市場）
- 外国為替証拠金取引（店頭FX、取引所FX「くりっく365」）
- 投資信託
- 日経225先物取引
- 日経225オプション取引
- 東証マザーズ指数先物取引
- 取引所株価指数証拠金取引（「くりっく株365」）

## 沿革
- 2006年
  - 1月 - 資本金1億円で岡三オンライン証券株式会社設立、東京都中央区日本橋茅場町に事務所設置。
  - 4月 - 資本金を30億円に増資。
  - 5月 - 証券業登録、金融先物取引業登録。
  - 6月 - 金融先物取引業協会に加入。
  - 7月 - 日本証券業協会に加入。
  - 8月 - 東京都中央区銀座に本社事務所を移転。
  - 12月 - コーポレートサイトオープン、口座開設の受付開始。
- 2007年
  - 1月 - 中国株の取扱開始。
  - 4月 - 取引所為替証拠金取引「くりっく365」の取扱開始。
  - 7月 - 日本株の取扱開始。
  - 9月 - 資本金を40億円に増資。
- 2008年
  - 6月 - 先物・オプション、投資信託の取扱開始。
  - 7月 - 資本金を50億円に増資。
- 2009年
  - 2月 - 資本金を55億円に増資。
  - 5月 - 店頭為替証拠金取引の取扱開始、資本金を60億円に増資。
  - 10月 - 資本金を65億円に増資。
- 2010年
  - 9月 - 資本金を70億円に増資。
  - 11月 - 取引所株価指数証拠金取引「くりっく株365」の取引開始。
- 2011年 3月 - 資本金を80億円に増資。
- 2019年10月 - 東郷証券（現：TO）から「くりっく365」と「くりっく株365」事業を譲受[2]。
- 2022年 1月 - 岡三証券と経営統合。
- 2024年 4月 - 日産証券および住信SBIネット銀行から「くりっく365」事業を承継[3][4]。

## テレビCM出演者
- 尼神インター（2017年12月 - 2019年3月）
- 稲村亜美（2019年4月 - 2021年3月）[5]